# El Vivero
El Vivero är en ort i Mexiko.   Den ligger i kommunen Etchojoa och delstaten Sonora, i den västra delen av landet, 1 400 km nordväst om huvudstaden Mexico City. El Vivero ligger 21 meter över havet och antalet invånare är 114.
Terrängen runt El Vivero är mycket platt. Runt El Vivero är det ganska glesbefolkat, med 34 invånare per kvadratkilometer. Närmaste större samhälle är Huatabampo, 19,2 km söder om El Vivero. Trakten runt El Vivero består till största delen av jordbruksmark.